# Templi di File
I templi di File (talvolta il nome dell'isola si può trovare nella forma greco-latina Philae, in uso presso altre lingue) sono il complesso dei templi che sorgevano sull'omonima isola nel lago Nasser in Egitto, poi smontati e trasferiti sulla vicina isola di Agilkia nel 1977. Il tempio di Iside rappresentava il principale centro del culto isiaco.
Nel 1979 i templi di File sono stati inseriti nell'elenco dei patrimoni dell'umanità dell'UNESCO. Il suo nome in lingua egizia era "l'isola del tempo".

## Storia
L'isola di File è citata fin dall'antichità da numerosi autori classici, fra cui Strabone, Diodoro Siculo, Tolomeo, Seneca e Plinio il Vecchio. Con il termine greco-latino Philae, al plurale, si indicavano due piccole isole situate nei pressi della cateratta di Assuan. Di queste due la più piccola oggi è chiamata col nome di File, che un tempo era il nome di entrambe. Essa è lunga meno di 400 metri e larga poco più di 100, con rive scoscese e probabilmente rese così artificialmente dall'uomo; sulla sua cima era stato costruito un alto muro che la percorreva per tutta la sua lunghezza.
L'isola era la frontiera meridionale del regno egizio, pertanto i faraoni vi dislocarono una guarnigione militare; come fecero poi sia i Macedoni che i Romani. Oltre ad essere un importante scalo commerciale fra l'Egitto e la Nubia, poiché essendo le cataratte spesso impraticabili, le merci erano costrette a viaggiare via terra: nel loro viaggio verso sud esse venivano sbarcate a File e reimbarcate ad Assuan, una volta superato il dislivello della cateratta, mentre l'opposto avveniva per il viaggio da sud a nord.
Poiché, secondo la tradizione, era ritenuta uno dei luoghi di sepoltura di Osiride, l'isola di File era sacra sia per gli egizi che per i nubiani. Il primo edificio sacro, di cui rimangono solo poche fondamenta, risale infatti al faraone nubiano Taharqa. Era ritenuto sacrilego avvicinarvisi per chiunque non fosse un sacerdote (per questa ragione era chiamata anche l'inavvicinabile). Sorsero alcuni templi sull'isola nell'arco di circa tre secoli, che si andarono ad affiancare al Tempio di Iside, dedicati alle divinità Horus e Hathor, tanto che nel II secolo a.C. resero File uno dei più importanti luoghi di pellegrinaggio dell'antico Egitto così che i sacerdoti dovettero chiedere l'intervento del sovrano Tolomeo VIII affinché  ponesse un freno alla situazione. La richiesta dei sacerdoti fu poi scolpita alla base di uno degli obelischi, il cosiddetto Obelisco di File.
I templi furono chiusi nel VI secolo per volere dell'imperatore bizantino Giustiniano I, gli ultimi templi pagani ancora esistenti nel mondo mediterraneo. Alcune delle strutture furono usate come luogo di culto cristiano, fino alla loro definitiva chiusura in seguito all'invasione araba del VII secolo.

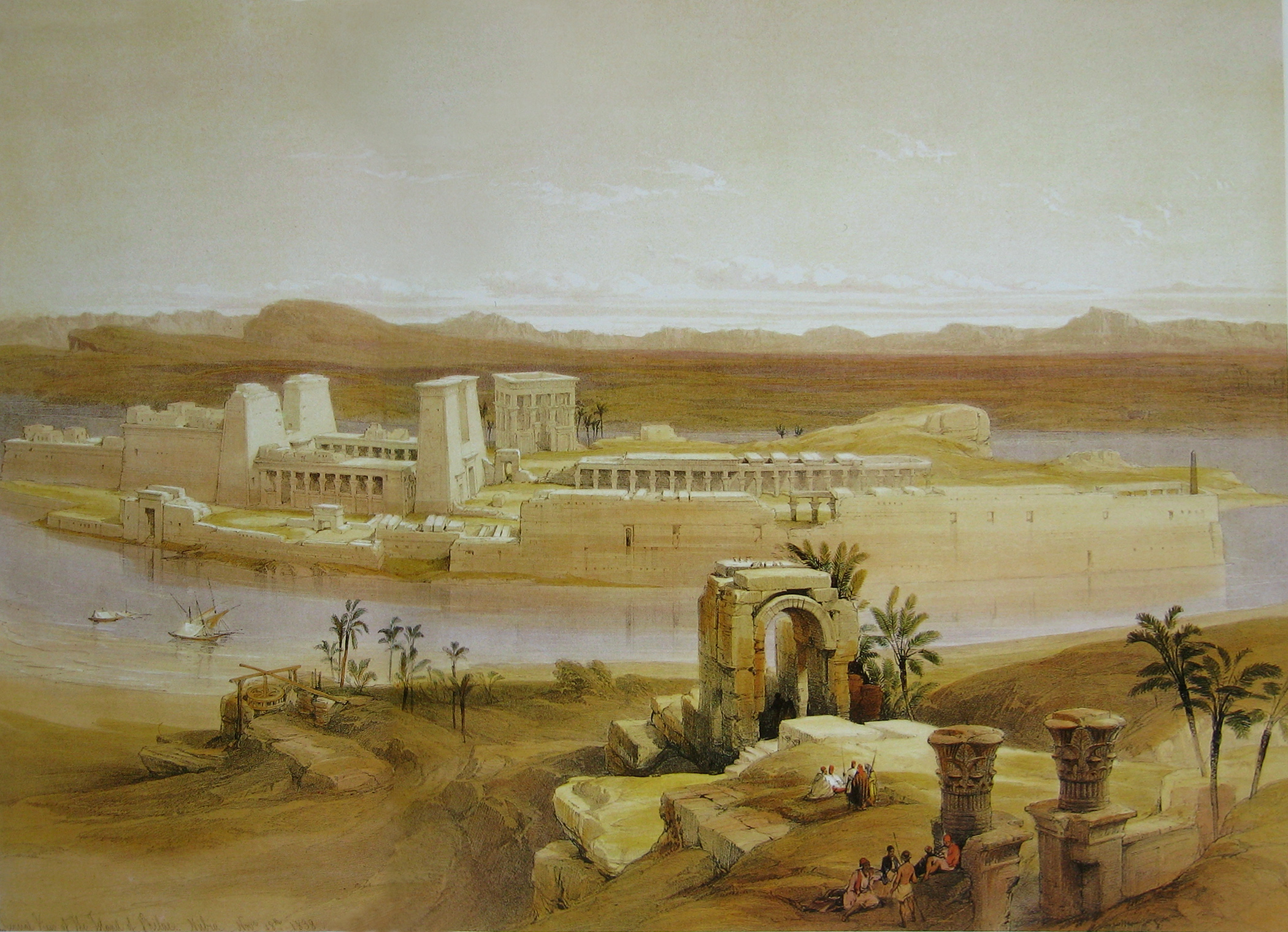
L'isola di File come appariva ai viaggiatori europei nel'Ottocento. Il tempio di Iside in primo piano, poco distante il Chiosco di Traiano

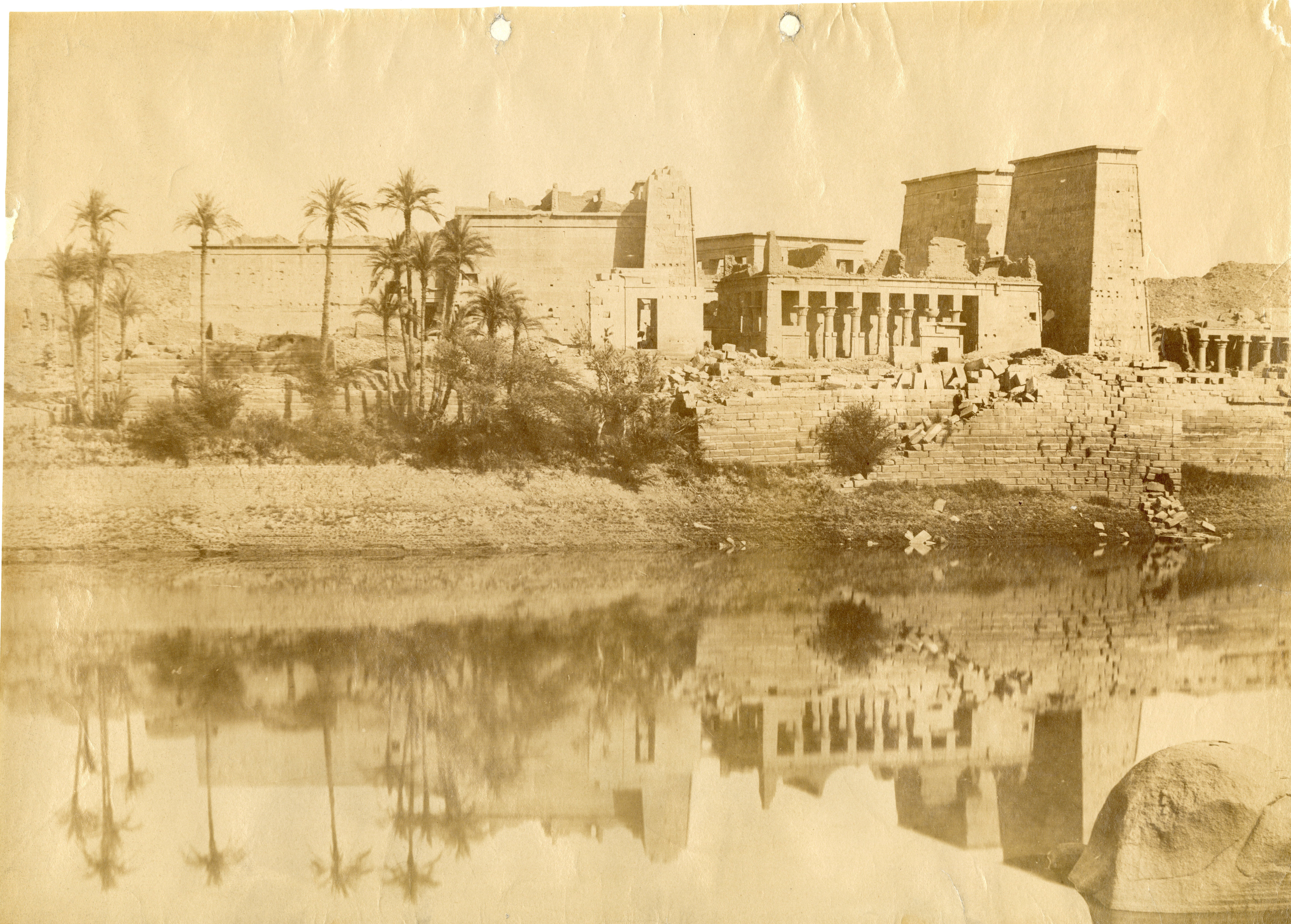
Fotografia di fine XIX secolo che mostra i vari elementi strutturali del complesso templare dedicato alla dea Iside

Il 3 marzo 1799 giunse qui la spedizione scientifica aggregata al corpo di spedizione napoleonico e lo scultore francese Jean-Jacques Castex scolpì sulla pietra del Tempio di File la famosa iscrizione celebrativa:
(Jean-Jacques Castex nel 1799)

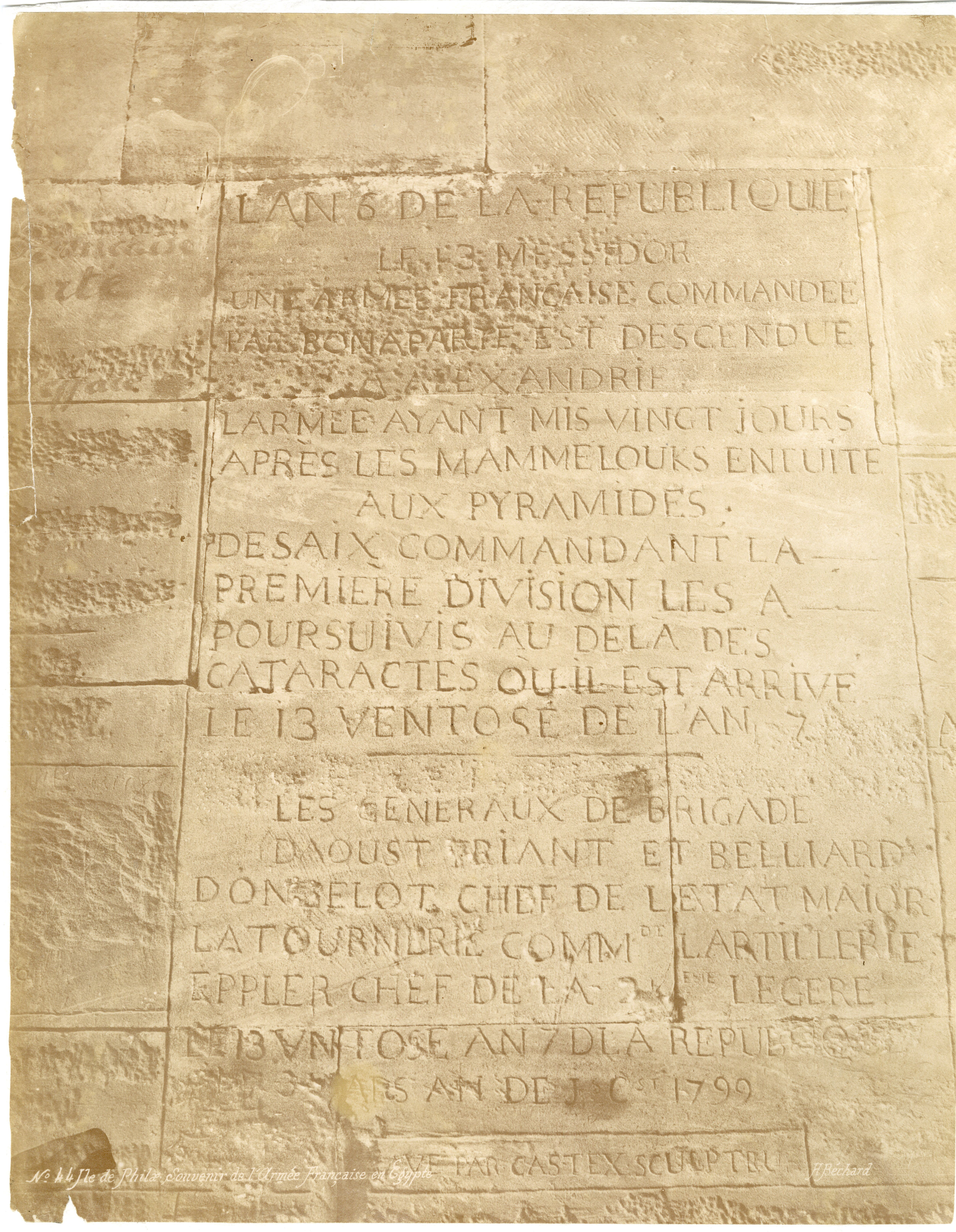
Foto ottocentesca dell'epigrafe lasciata dall'esercito napoleonico sulle pareti del Tempio di Iside nel 1799, quando raggiunse l'isola.

Nel 1817 il tempio fu visitato dall'archeologo italiano Giovanni Battista Belzoni che l'anno seguente, su ordine del console inglese, ne asportò l'obelisco. L'obelisco fu portato in Inghilterra e, insieme alla stele di Rosetta, servì per decifrare i geroglifici egizi.
In seguito, sempre nel XIX secolo File fu raggiunta anche da studiosi britannici che cominciarono a studiarne le strutture.

### Il trasloco sull'isola di Agilkia

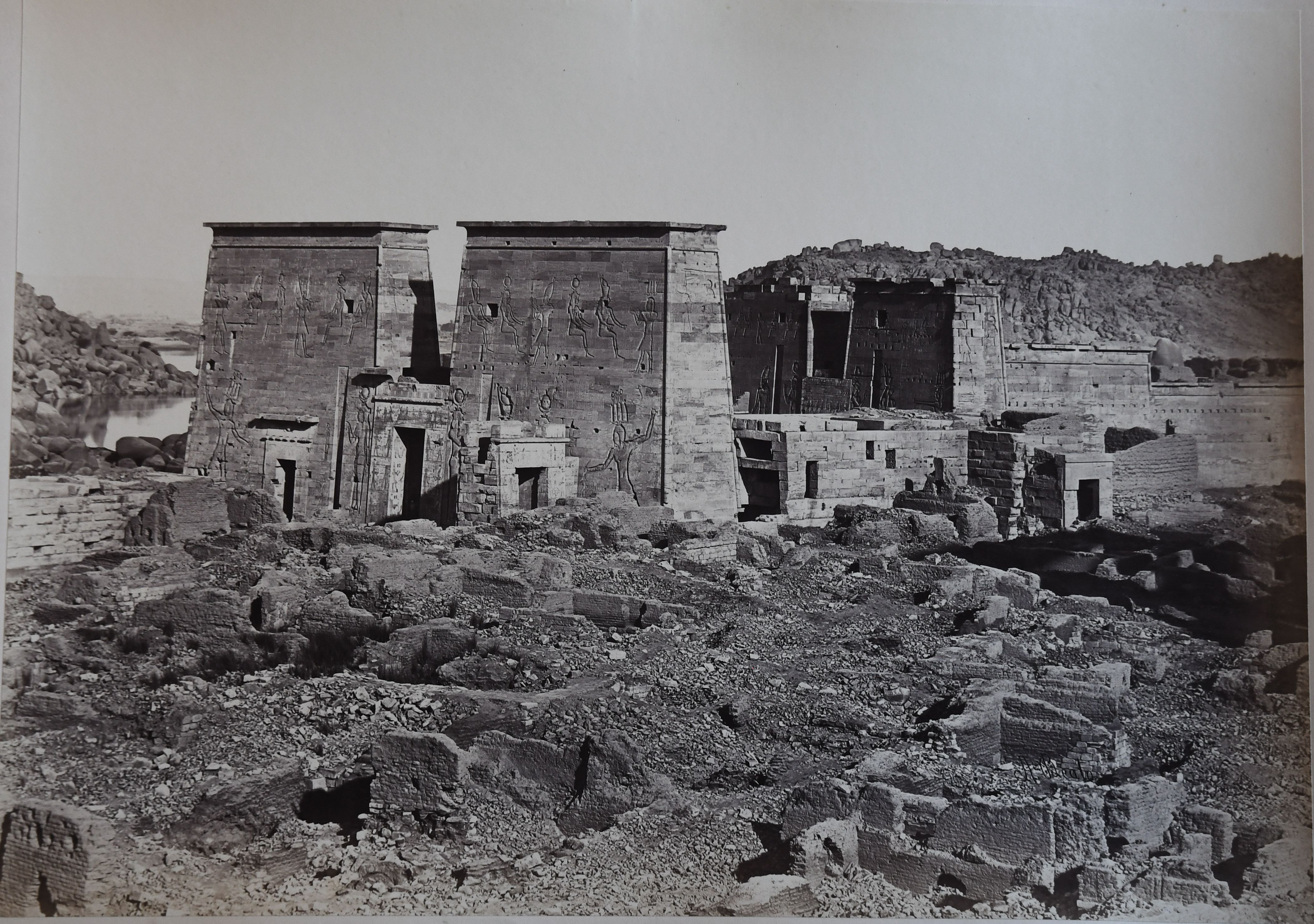
Foto di fine XIX secolo che mostra la presenza di numerose costruzioni di epoca successiva al tempio in mattoni crudi, che non vennero salvate quando il tempio venne spostato.

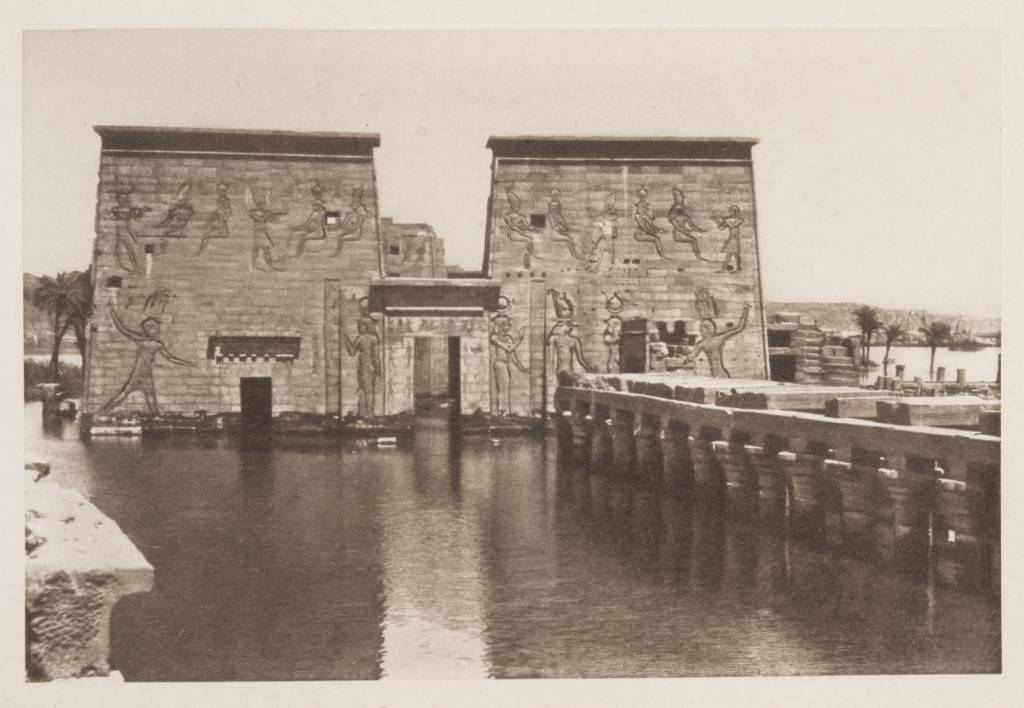
Immagine del 1905 con il Tempio di Iside semi-sommerso dalle acque del Nilo

Nel 1902 venne completata la vecchia diga di Assuan e molti monumenti antichi, fra cui quelli di File, rischiavano di essere sommersi dalle acque del Nilo. La diga venne alzata per due volte, fra il 1907 e il 1912 e fra il 1929 e il 1933, il che causò la quasi scomparsa dell'isola di File: i templi restavano fuori dall'acqua solo quando le chiuse erano aperte, fra luglio ed ottobre. Benché gli edifici fossero molto resistenti e non corressero alcun pericolo, la vegetazione dell'isola e i colori dei bassorilievi dei templi, conservatisi quasi integri per millenni, vennero spazzati via dalle acque del Nilo. Ben presto inoltre i mattoni dei templi si incrostarono del limo portato dal fiume.
Negli anni sessanta l'UNESCO decise di spostare la maggior parte dei monumenti in pericolo in luoghi più sicuri. Il complesso di templi di File fu cinto da una diga che permise al tempio di riemergere dalle acque, quindi dopo essere stato smontato fu spostato, mattone per mattone, ad Agilkia, a 550 metri di distanza, dove si trova ancora oggi. Il progetto, portato a termine dall'impresa italiana Condotte-Mazzi Estero e finanziato dal governo italiano, richiese tre anni di lavoro. Il direttore scientifico dei lavori fu l'architetto archeologo Giovanni Ioppolo. I lavori iniziarono nel 1977 e si conclusero l'11 marzo 1980.

## Il Tempio di Iside

### La via processionale e il 1º pilone

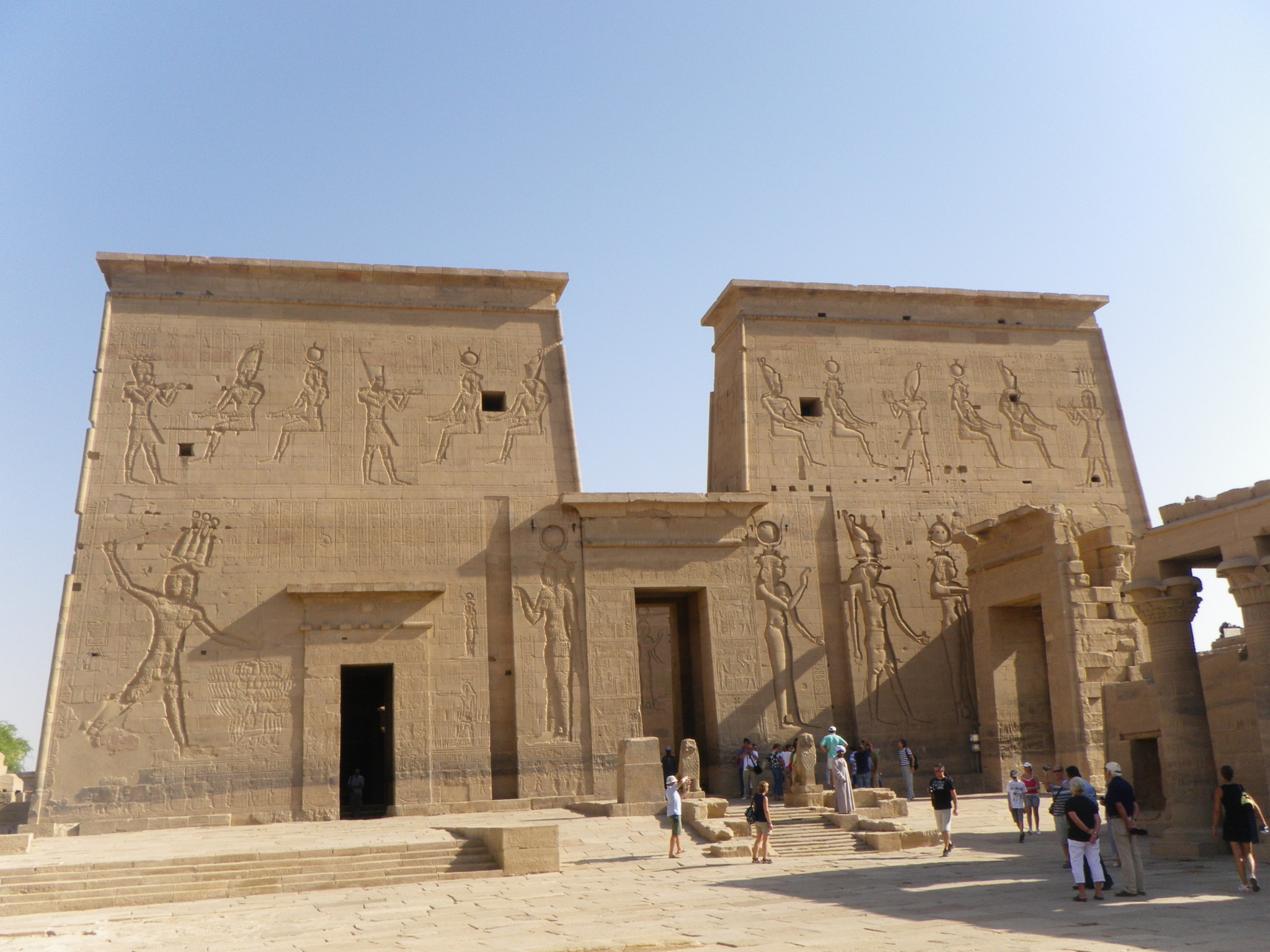
Il 1º pilone del tempio di Iside

Il tempio più importante è il Tempio di Iside che, costruito in epoca tolemaica, domina l'intera isola. Una lunga via processionale conduce al 1º pilone. Su un lato si snoda il Grande colonnato con 32 colonne che, eretto in epoca più tarda, fu portato a termine da Tolomeo III. Sull'altro lato si sviluppa invece il colonnato orientale in parte danneggiato.
Al termine della via processionale si erge il 1º pilone per un'altezza di circa 18 metri. L'intera facciata è decorata da bassorilievi rappresentanti il sovrano nell'atto di sconfiggere ed uccidere i nemici presi prigionieri. Le scene si svolgono alla presenza della dea Iside.
Molti di questi bassorilievi sono stati mutilati, probabilmente da parte dei primi cristiani e degli iconoclasti.

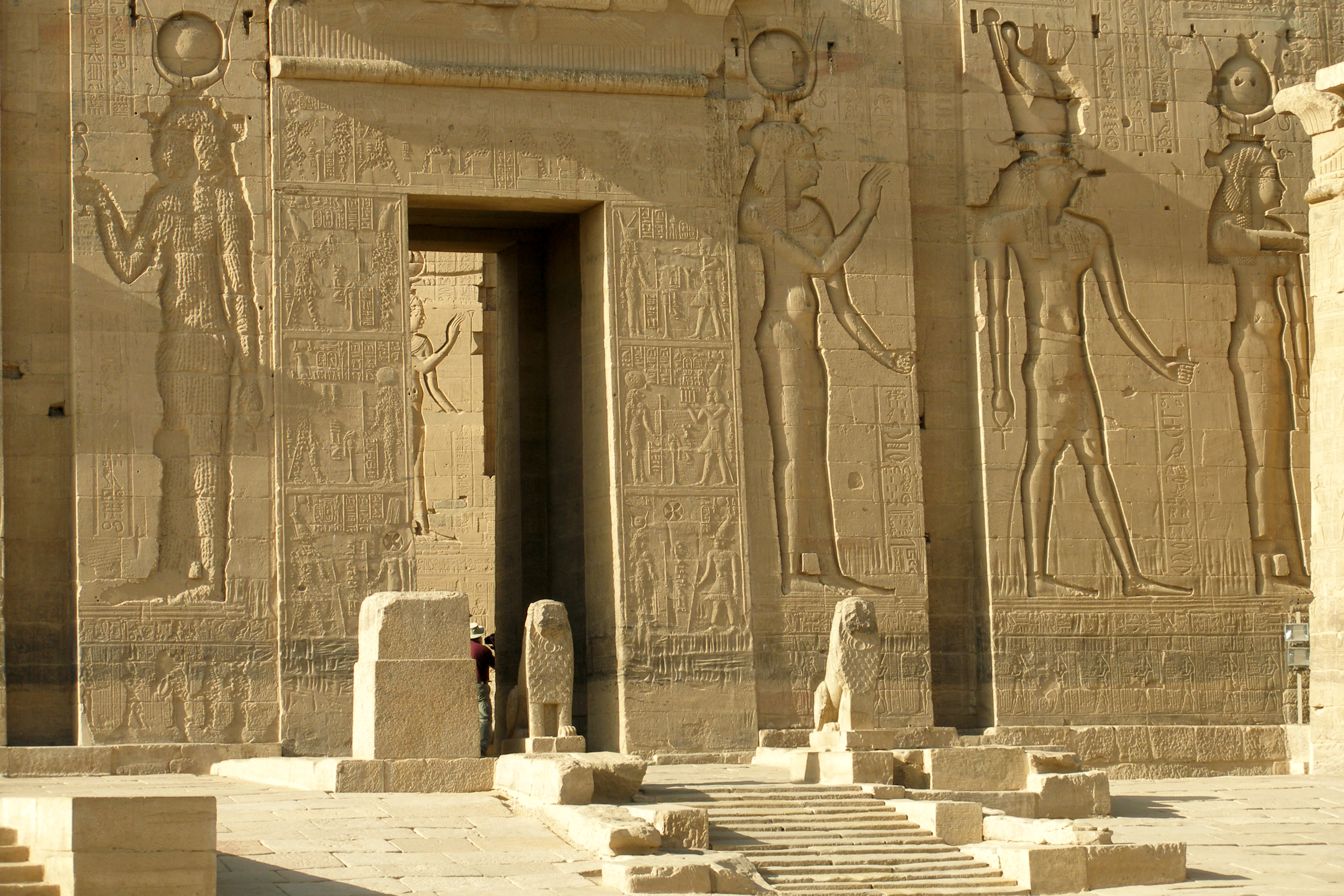
ingresso del 1º pilone

Una breve scalinata conduce all'ingresso del 1º pilone. Qui si trovano due colossali statue di leoni in granito, al fianco di ciascuno un tempo si elevavano due obelischi alti 16 metri. Uno collassò già in epoca antica frantumandosi mentre l'altro, ancora integro, pur crollato, fu asportato dall'esploratore Giovanni Battista Belzoni nel 1818 e portato in Gran Bretagna a Kingston Lacy. Dei due obelischi si possono ancora notare le due basi.
Lo stesso Belzoni descrisse così i due obelischi crollati e l'ingresso al tempio durante il suo primo viaggio nel 1817:
(Giovanni Battista Belzoni durante il suo viaggio in Egitto nel 1817)
Quando Belzoni descrisse l'ingresso del 1º pilone i due obelischi erano ancora visibili nel sito, infatti uno degli obelischi fu rimosso l'anno seguente.

### Cortile interno e il 2º pilone

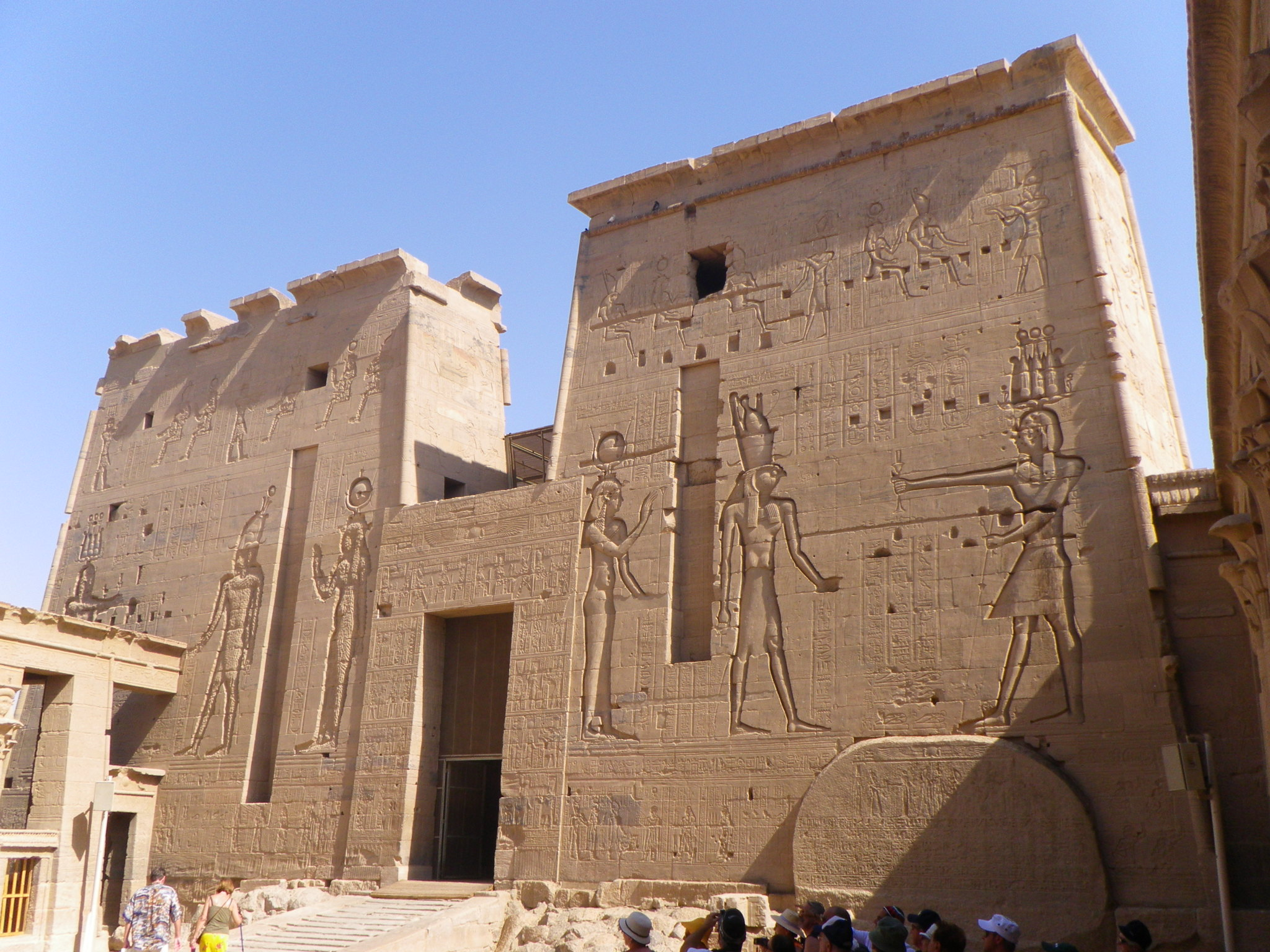
Il 2º pilone del tempio di Iside

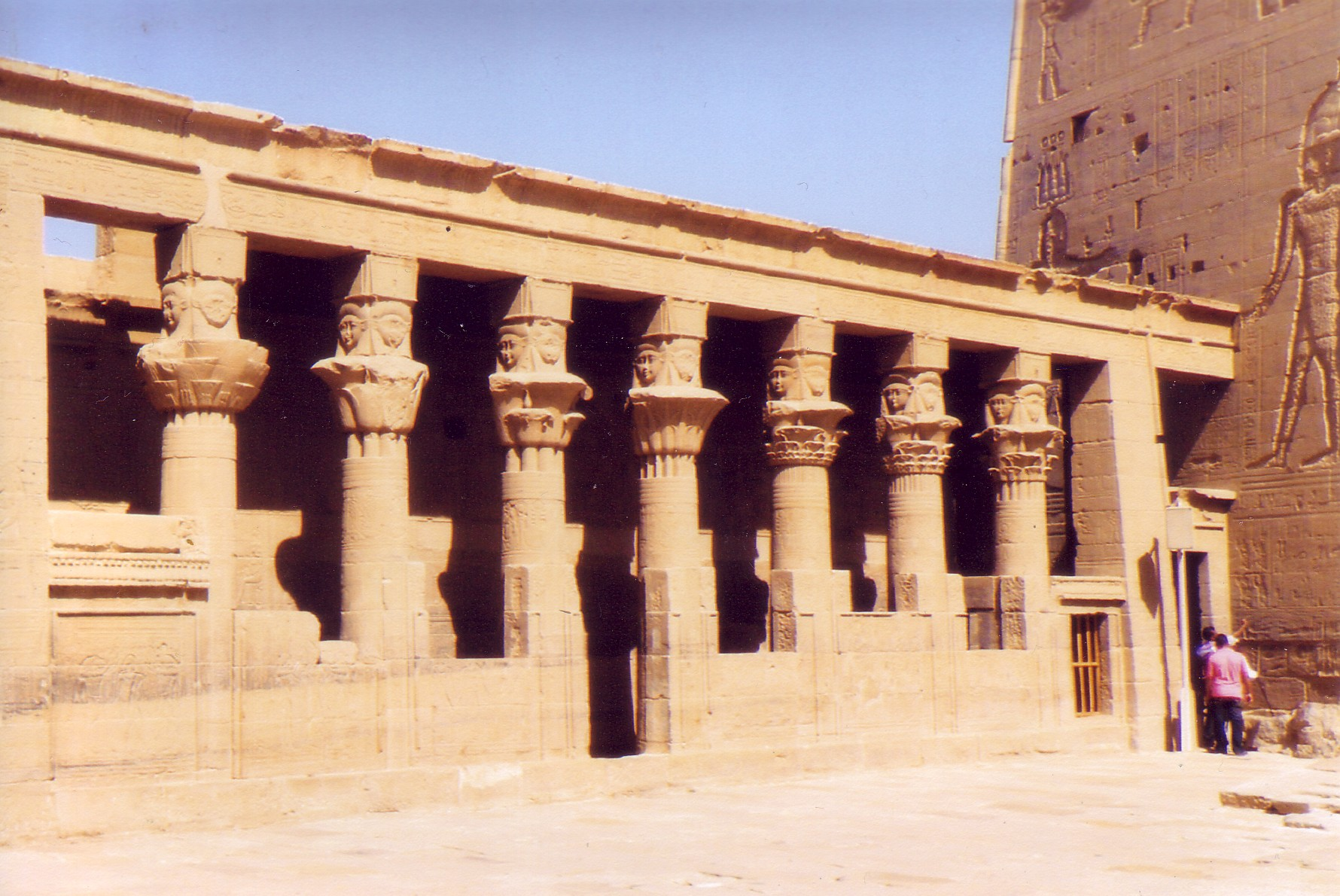
Il Mammisi di Horus

All'interno, a delimitare la parte occidentale, si trova il Mammisi di Horus. Qui i faraoni partecipavano alle cerimonie del Mammisi in onore della sacra nascita di Horus dalla madre Iside. Secondo la tradizione i faraoni erano discendenti del dio Horus e la loro partecipazione aveva lo scopo di rinnovarne la legittimazione davanti al clero.
Il secondo pilone permette l'accesso al vestibolo interno del tempio di Iside. Sulla sua facciata sono presenti alcuni bassorilievi con scene di offerte del faraone Tolomeo XII a Osiride e a Iside da una parte ed a Horus e Hathor dall'altra. Nella parte bassa a destra la stele in granito detta "del Dodecascheno". Sulla stele voluta da Tolomeo VI sono descritti i territori del Dodecascheno che erano stati sottoposti all'autorità del clero di Iside.

### La sala ipostila e il Santuario
Il Vestibolo è costituito da una sala ipostila di dieci colonne. Tutte le colonne sono ricoperte di bassorilievi che raffigurano Tolomeo VII. Fino agli inizi del Novecento questi conservavano ancora i colori originali come testimonia David Roberts già nel 1838:
(David Roberts durante il suo viaggio in Egitto scrivendo della Sala Ipostila del Tempio di Iside, 19 novembre 1838)
ma tra il 1909 e il 1933 a seguito dell'innalzamento delle acque questi furono quasi completamente cancellati.

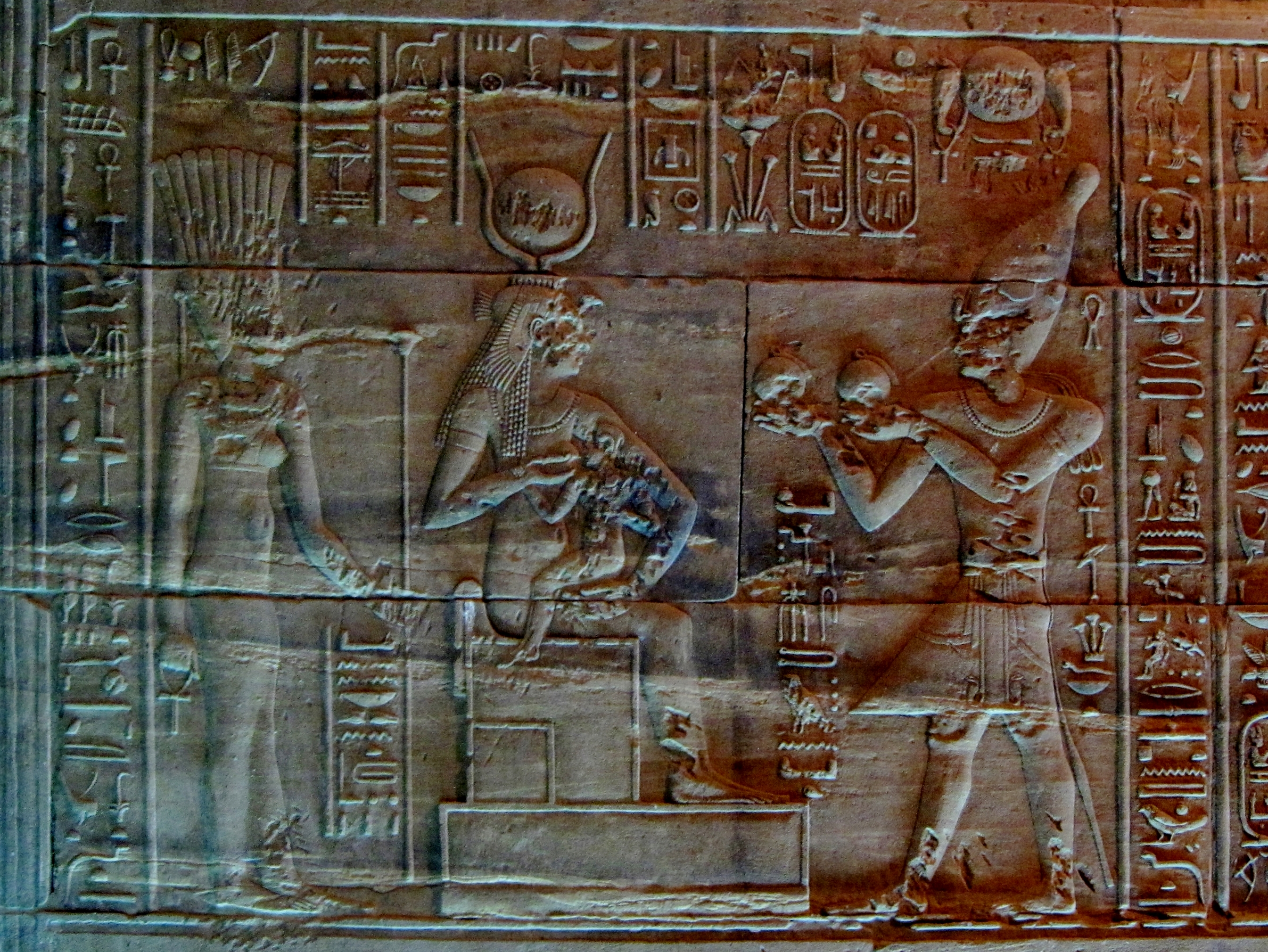
Bassorilievo della dea Iside rappresentata mentre allatta Horus nel naòs

In seguito all'abbandono della religione tradizionale, in epoca classica, il tempio fu riutilizzato dai primi cristiani che in questa sala crearono una chiesa. Numerose croci copte furono incise sulle pareti e sul lato orientale fu ricavato un piccolo altare. Le pareti decorate di geroglifici furono nascoste sotto uno strato di fango e nuovamente decorate con soggetti religiosi cristiani. Col tempo il fango iniziò a staccarsi dal muro e a rivelare le precedenti decorazioni.
Come le descrive lo stesso Giovanni Battista Belzoni nel 1817:
(Giovanni Battista Belzoni durante il suo viaggio in Egitto nel 1817)
Ad oggi però le decorazioni fatte dai primi cristiani sono completamente scomparse rivelando i geroglifici sottostanti.
Superata la Sala ipostila si penetra in una stanza che precede il santuario, qui mischiata a bassorilievi classici si trova un'altra incisione dello scultore francese Jean-Jacques Castex. Nel santuario o naòs si trova il piedistallo per la Barca sacra di Iside e a numerose stanze destinate al culto di Osiride decorate con raffigurazioni funerarie.

## Il tempietto di Hathor

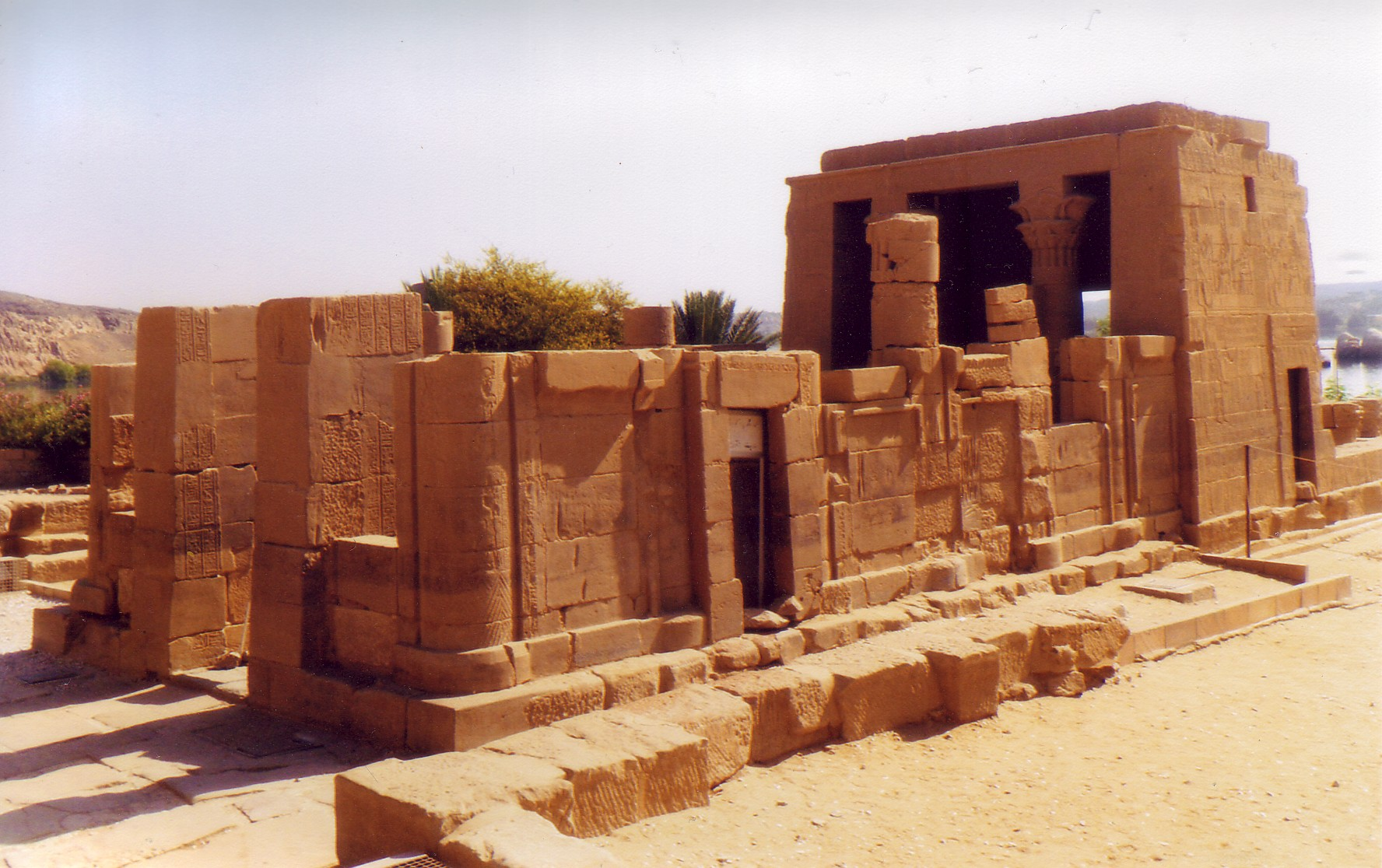
Il tempietto di Hathor

Poco distante dal tempio di Iside sorge il piccolo tempio di Hathor, eretto durante il regno di Tolomeo VII. Si compone di un naos e di un vestibolo aggiunto durante l'Impero romano. I bassorilievi ben conservati mostrano scene di divertimento con musicanti con fattezze animali e il dio nubiano Bes.

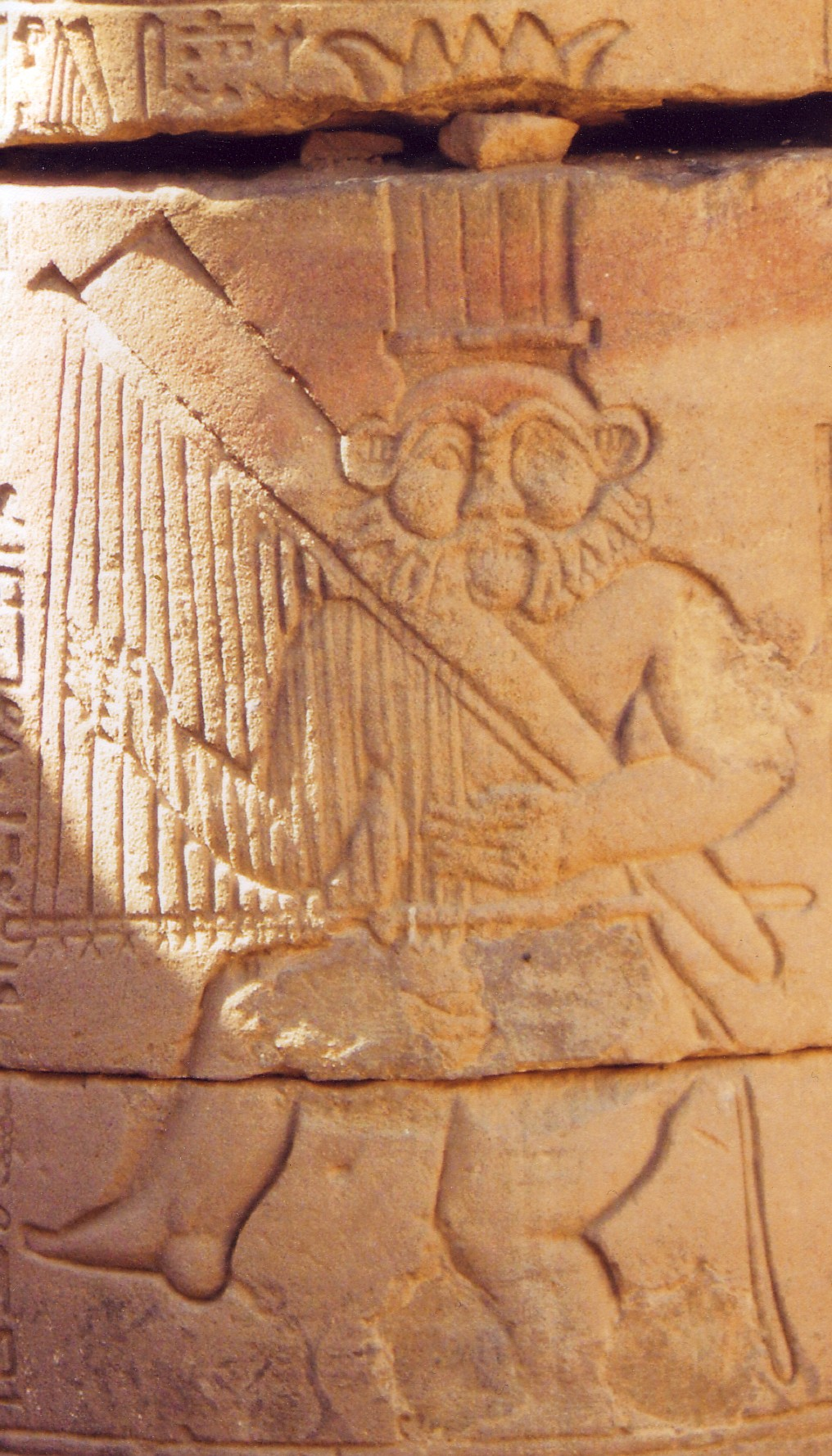
Bes
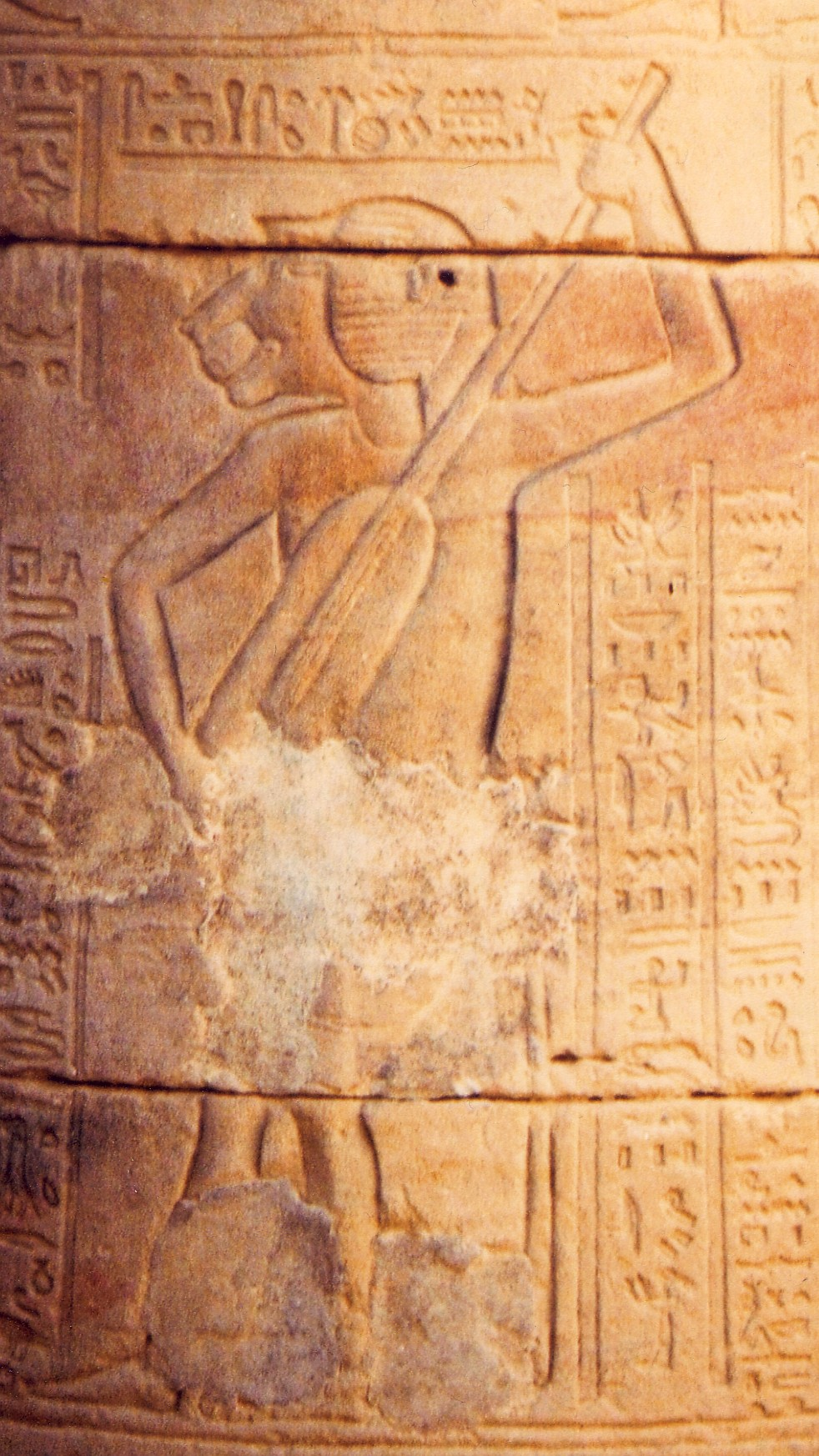
Uno dei musicanti

## Chiosco di Traiano
(David Roberts durante il suo viaggio in Egitto scrivendo del Chiosco di Traiano)

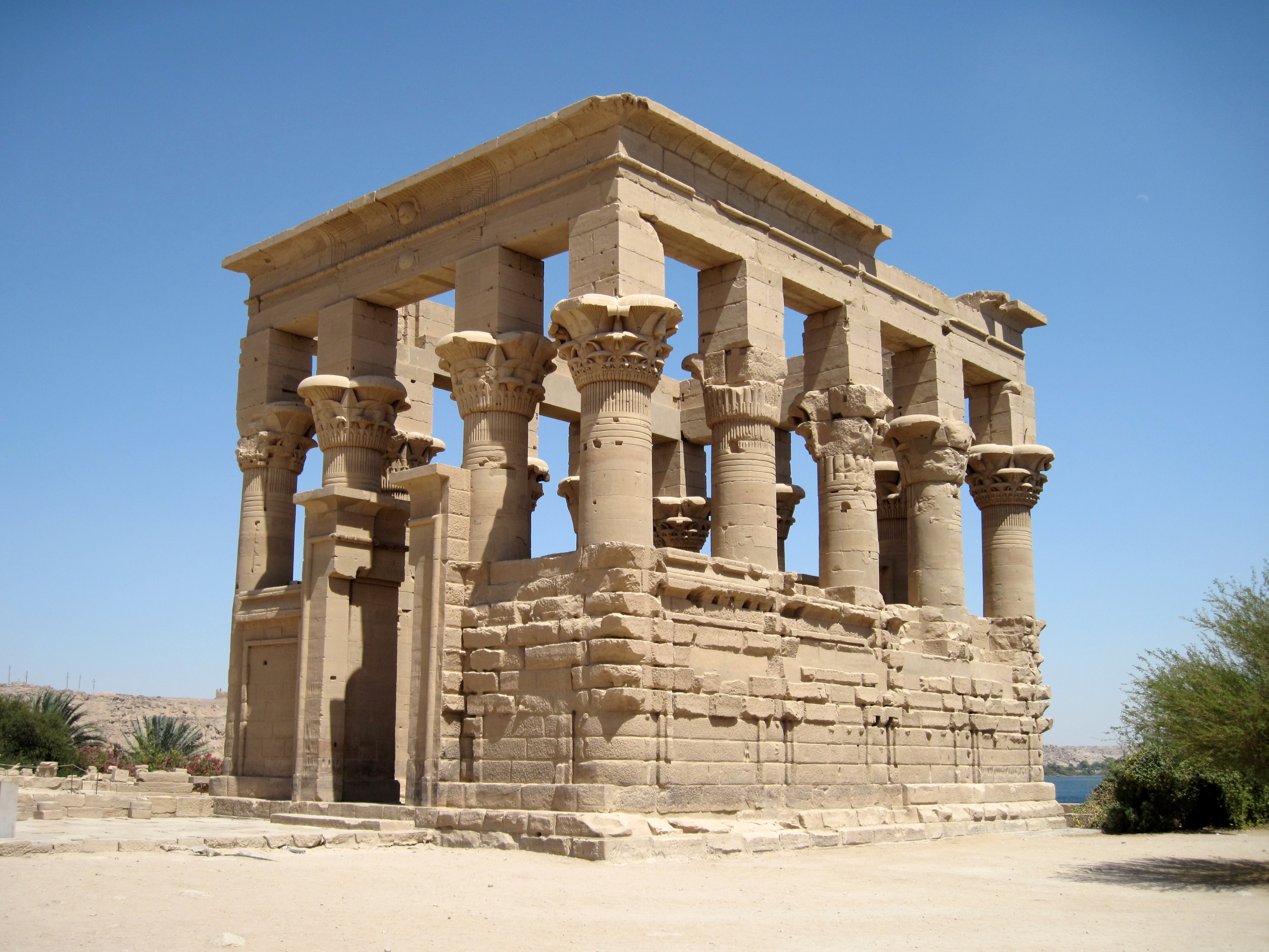
Il Chiosco di Traiano

Il Chiosco di Traiano, di cui si ignora la vera funzione, sorge a poca distanza dal tempio di Iside. Si ipotizza, in virtù della doppia apertura ad Est ed a Ovest, che fosse una stazione di sosta della barca sacra di Iside nel corso della processione. Rimasto incompiuto nelle decorazioni, fu completato dall'imperatore romano Traiano da cui ha assunto poi il nome.